# Jean-Patrick Abouna
Jean-Patrick Abouna Ndzana (sinh 27 tháng 9 năm 1990) là một cầu thủ bóng đá Cameroon thi đấu cho câu lạc bộ Belarus Neman Grodno, ở vị trí hậu vệ.

## Sự nghiệp câu lạc bộ
Abouna trải qua sự nghiệp ban đầu ở Cameroon tại Authentique de Douala và Astres. Anh rời Cameroon đến đội bóng Congo Léopards de Dolisie vào tháng 12 năm 2013. Anh ký với câu lạc bộ Belarus Neman Grodno năm 2017.

## Sự nghiệp quốc tế
Abouna ra mắt cho đội tuyển quốc gia Cameroon năm 2010.